# O lună în Thailanda
O lună în Thailanda este un film românesc din 2012 regizat de Paul Negoescu. Rolurile principale au fost interpretate de actorii Andrei Mateiu, Ioana Anastasia Anton, Sânziana Nicola.

## Distribuție
Distribuția filmului este alcătuită din:
- Sabina Posea — Bianca
- Simona Ghiță — Mona
- Sînziana Nicola — Nadia
- Andrei Mateiu — Radu
- Raluca Aprodu — Raluca
- Ionuț Grama — Toma
- Ștefan Munteanu — Kiri
- Bogdan Cotleț — Ducu
- Ioana Anastasia Anton — Adina
- Tudor Aaron Istodor — Alex
- Victoria Răileanu — Emilia

## Primire
Filmul a fost vizionat de 3.325 de spectatori în cinematografele din România, după cum atestă o situație a numărului de spectatori înregistrat de filmele românești de la data premierei și până la data de 31 decembrie 2014 alcătuită de Centrul Național al Cinematografiei.